# Brithys vertenteni
Brithys vertenteni är en fjärilsart som beskrevs av Gustaaf Hulstaert 1924. Brithys vertenteni ingår i släktet Brithys och familjen nattflyn. Inga underarter finns listade i Catalogue of Life.

## Bildgalleri

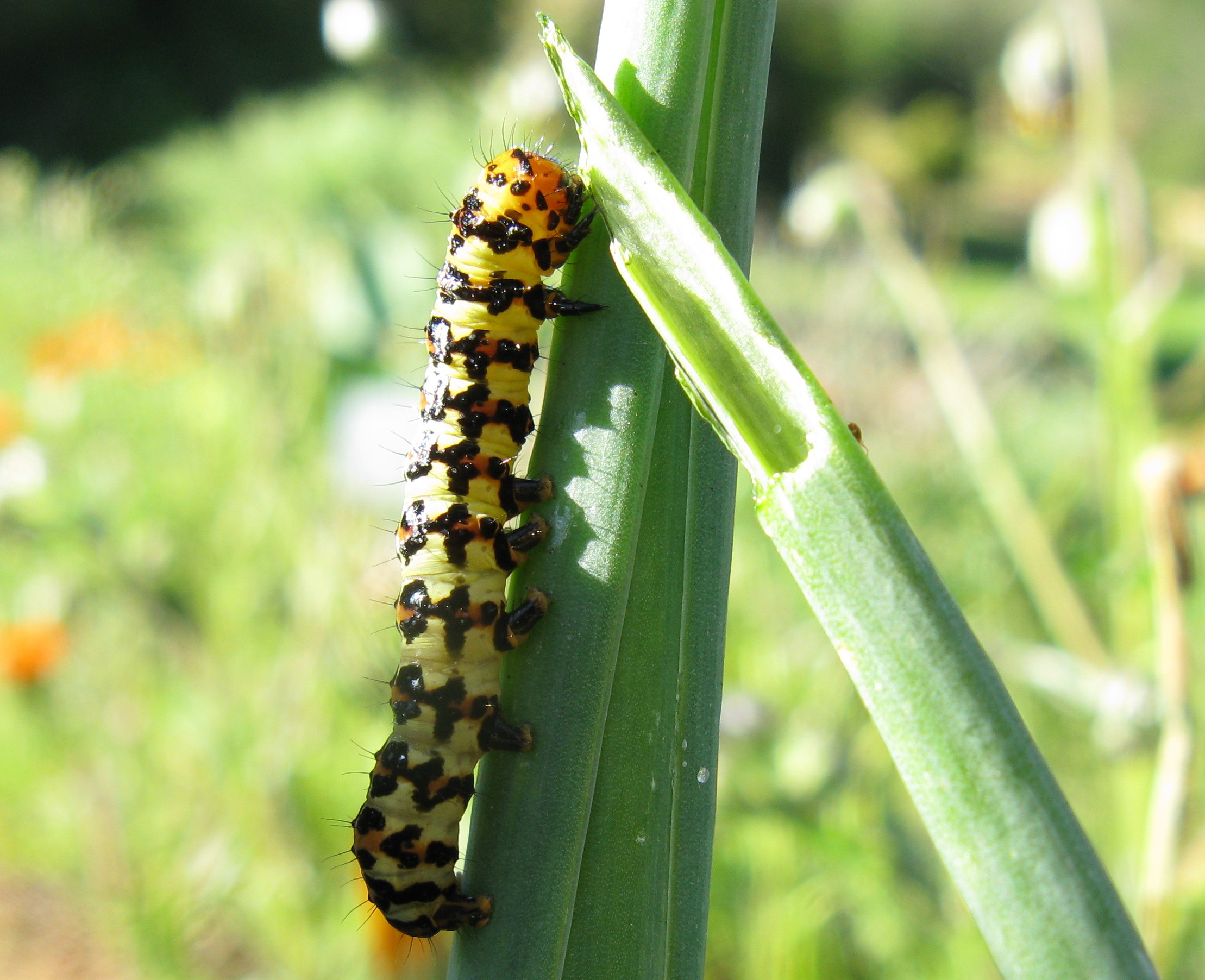
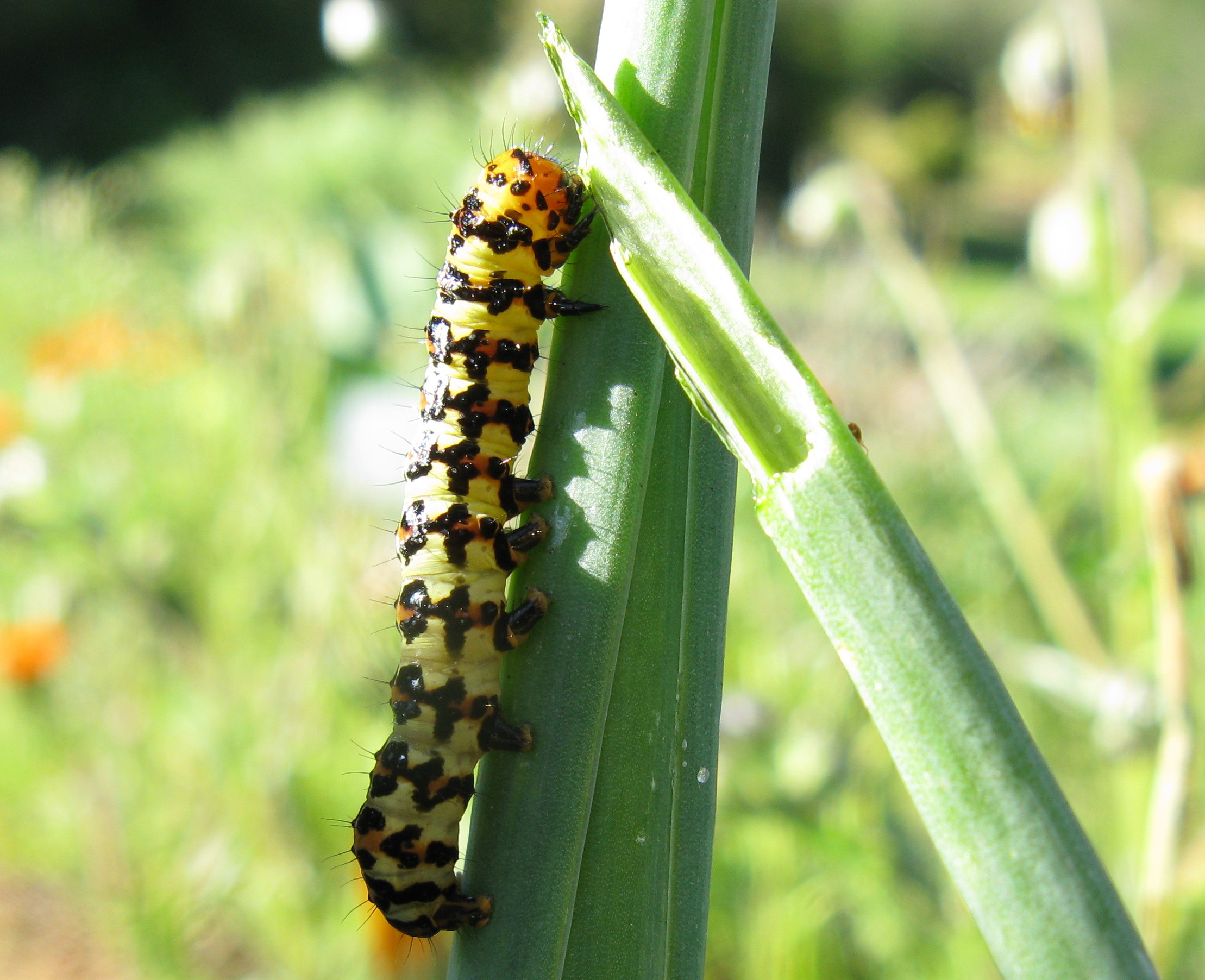